# The Dorilton
The Dorilton es una cooperativa de viviendas de lujo residencial en Manhattan, Nueva York, cuya construcción comenzó en 1900 y terminó en 1902.

## Arquitectura

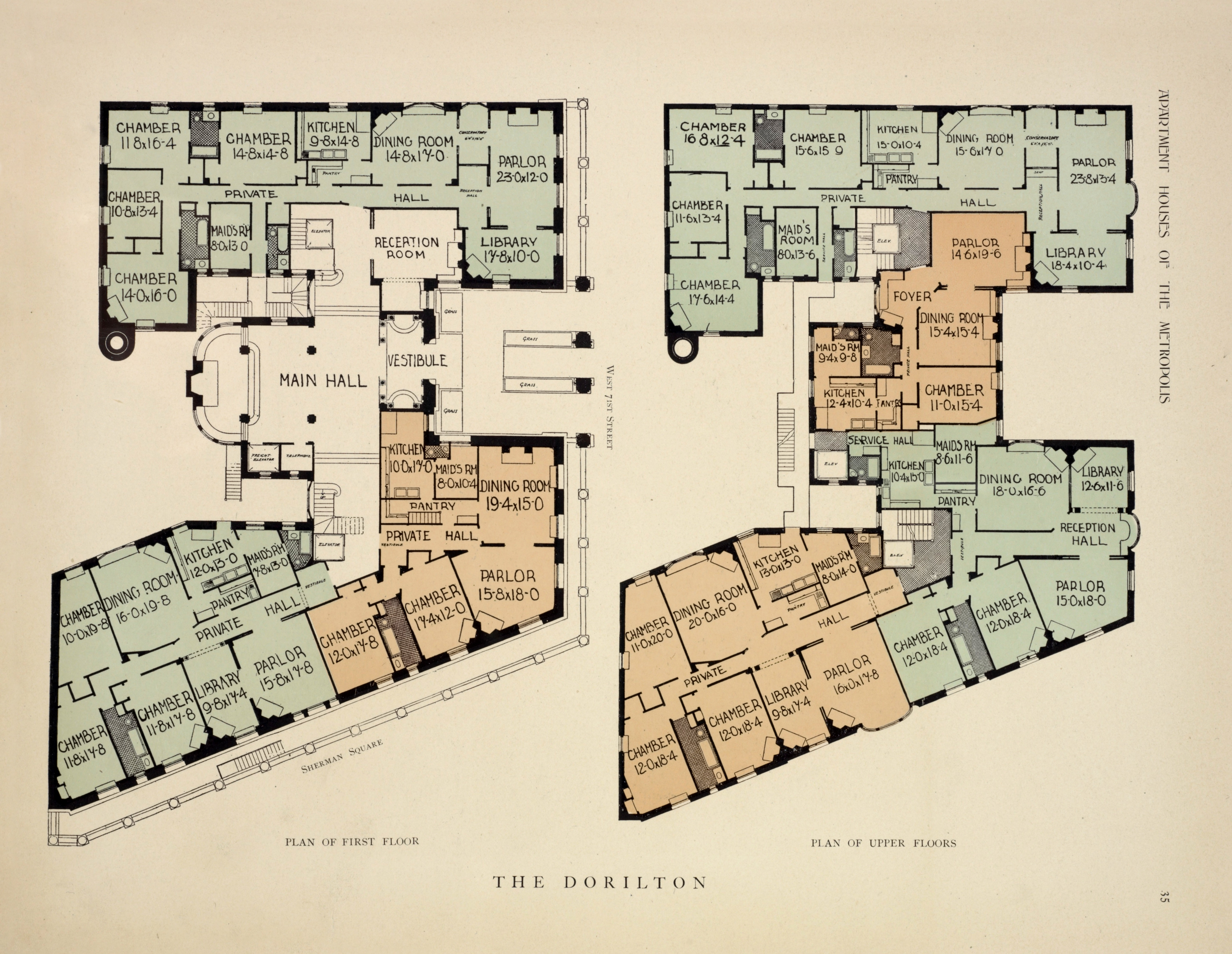
Planos del primer piso y de pisos superiores (de izquierda a derecha).

El edificio fue diseñado por el estudio de arquitectura Janes & Leo, y se encuentra en el nº 171 de la calle West 71.
El edificio se caracteriza por su piedra caliza estilo Beaux Arts y el exterior de ladrillo, con esculturas monumentales, balcones de ricas balaustradas, y un tejado de cobre, abuhardillado de pizarra. 
La mampostería exterior, los trabajos decorativos de terracota, las chimeneas, y el techo fueron restauradas por expertos en 1998 por la firma Walter B. Melvin architectural firm.
Su diseño, con un ligero estilo Segundo Imperio francés, cuenta con una cornisa en la cuarta planta, grandes figuras masculinas sujetando los salientes de las ventanas y un sólido tejado abuhardillado.
Se levantó aquí para aprovechar la nueva línea de metro, que abrió a una manzana de distancia en 1904.

## Reacciones
En 1902, la revista Architectural Record, declaró que el Dorilton era tan espantoso que haría "jurar a hombres fuertes y encogerse de miedo a mujeres débiles".
El historiador Andrew Dolkart pensó que el Dorilton era quizás "el edificio de apartamentos más extravagante en Nueva York", con su sorprendente inspiración francesa, sus figuras esculpidas y la enorme puerta de hierro "que recuerda aquellas que guardan los palacios franceses". 
El historiador Francis Morrone lo consideró como uno de los grandes edificios de apartamentos de la ciudad.
Fue declarado como hito histórico de Nueva York el 8 de septiembre de 1983. 

## Imágenes

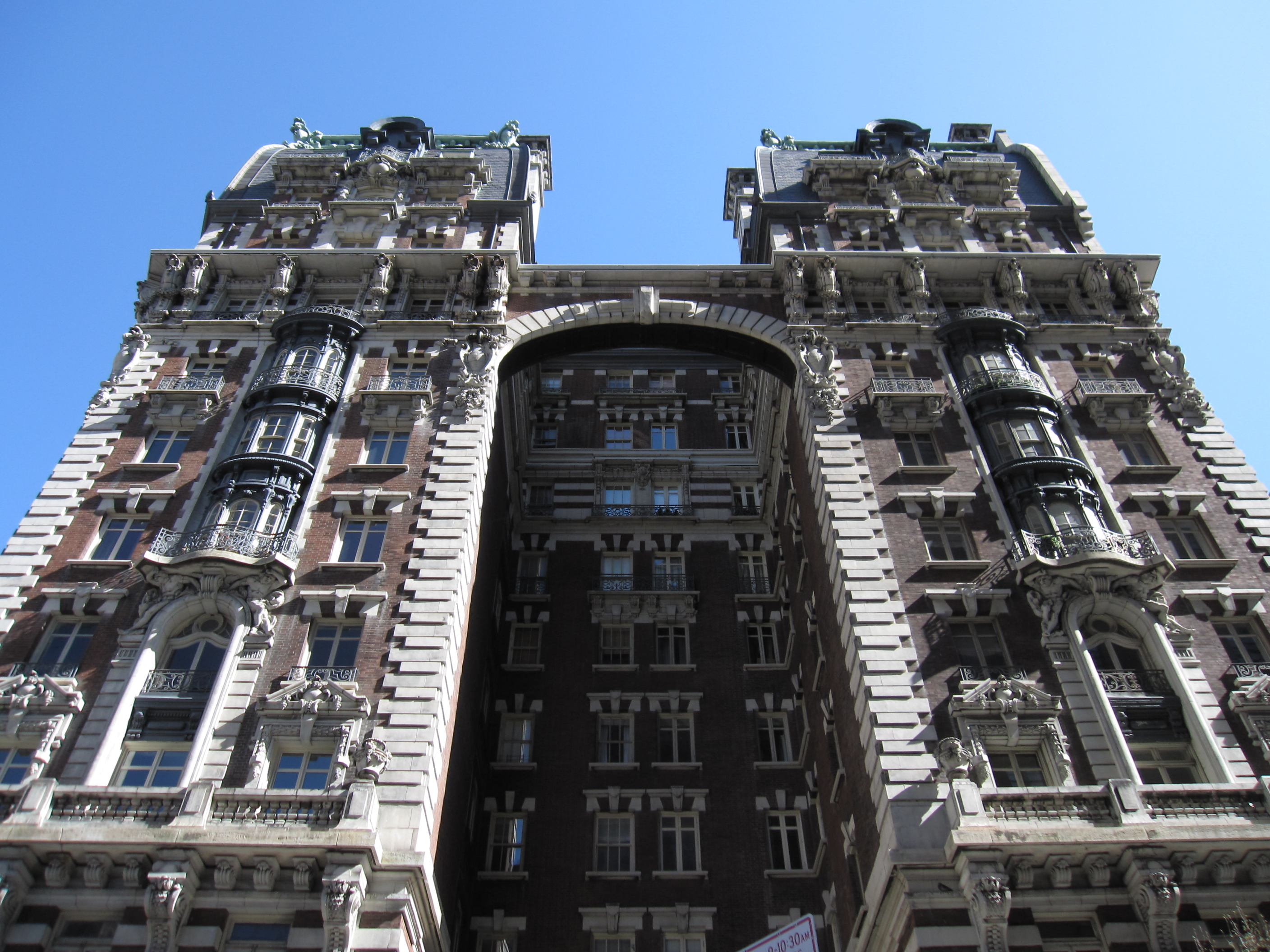
Primer plano de la fachada
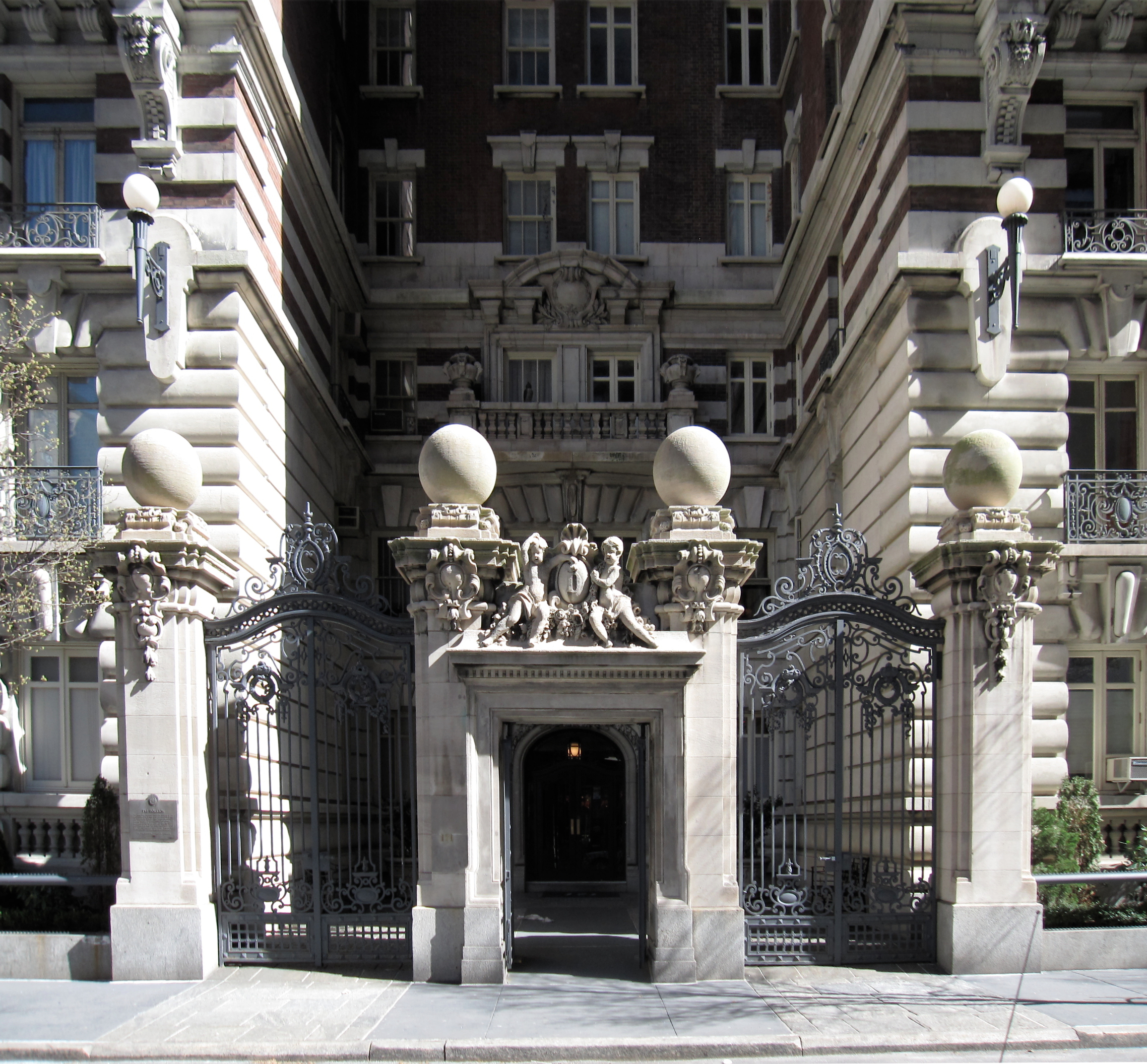
Entrada principal